# Paul Friedrich Reinsch
Paul Friedrich Reinsch (ur. 21 marca 1836 w Kirchenlamitz, zm. 31 stycznia 1914 w Erlangen) – niemiecki nauczyciel, mykolog i paleontolog.

## Życiorys
Studiował nauki przyrodnicze w Monachium i Erlangen, a następnie pracował jako nauczyciel w liceum w Erlangen, Zweibrücken i Baselland. Po przejściu na emeryturę osiadł w Erlangen jako prywatny naukowiec. Podczas swojej kadencji w Baselland zbierał mchy, inspirując się pracami Wilhelma Philippe'a Schimpera i Philippa Brucha. W swoich podróżach naukowych spędził dwa lata w Ameryce Północnej i sporo czasu na Cyprze. W ciągu ostatnich 20 lat swojego życia skoncentrował swoją energię na badaniach kopalnych otwornic (Foraminifera). 
Opisał nowe taksony. W naukowych nazwach utworzonych przez niego taksonów dodawany jest skrót jego nazwiska Reinsch.